# North Fort Lewis (Washington)
North Fort Lewis es un lugar designado por el censo del condado de Pierce, estado de Washington, Estados Unidos. Según el censo de 2020, tiene una población de 5978 habitantes.
En los Estados Unidos, un lugar designado por el censo (traducción literal de la frase en inglés census-designated place, CDP) es una concentración de población identificada por la Oficina del Censo exclusivamente para fines estadísticos.

## Geografía
Está ubicado en las coordenadas 47°7′17″N 122°35′40″O / 47.12139, -122.59444.